# Top Flop
Top Flop é o segundo álbum de estúdio do duo musical português Tochapestana, lançado em fevereiro de 2017, simultaneamente em vinil numa edição limitada de 333 exemplares e em formato digital. 

## Faixas
1. "TopPopFlop" (feat. Rudolfo)
2. "Faneca" (feat. Chiara)
3. "Crew"
4. "Eu sou visão" (feat. Mariana e Denise)
5. "Baile Minimal" (feat. Mariana e Denise)
6. "Não me apanhas"
7. "Furacão"
8. "Rainha"
9. "Atenas"(feat. Mariana e Denise)